# Yelena Petushkova
Yelena Vladímirovna Petushkova (en ruso: Елена Владимировна Петушкова; Moscú, 17 de noviembre de 1940-Moscú, 8 de enero de 2007) fue una jinete soviética que compitió en la modalidad de doma.
Participó en dos Juegos Olímpicos de Verano, obteniendo en total tres medallas, plata en México 1968, en la prueba por equipos (junto con Ivan Kizimov e Ivan Kalita), y oro y plata en Múnich 1972, por equipos (con Ivan Kizimov e Ivan Kalita) e individual.
Ganó seis medallas en el Campeonato Mundial de Doma entre los años 1966 y 1978, y nueve medallas en el Campeonato Europeo de Doma entre los años 1965 y 1985.
Además de su carrera como jinete, Petushkova se graduó en Biología en la Universidad Estatal de Moscú. Posteriormente trabajó como investigadora en la misma universidad y en la Academia de Ciencias de la Unión Soviética. También ejerció de vicepresidenta del Comité Olímpico Soviético (1983-1991) y de presidenta de la Federación Rusa de Hípica (1996-1999).

## Palmarés internacional
| Juegos Olímpicos   | Juegos Olímpicos          | Juegos Olímpicos  | Juegos Olímpicos |
| Año                | Lugar                     | Medalla           | Categoría        |
| ------------------ | ------------------------- | ----------------- | ---------------- |
| 1968               | Ciudad de México (México) | Medalla de plata  | Por equipos      |
| 1972               | Múnich (RFA)              | Medalla de oro    | Por equipos      |
| 1972               | Múnich (RFA)              | Medalla de plata  | Individual       |
| Campeonato Mundial |                           |                   |                  |
| Año                | Lugar                     | Medalla           | Categoría        |
| 1966               | Berna (Suiza)             | Medalla de bronce | Por equipos      |
| 1970               | Aquisgrán (RFA)           | Medalla de oro    | Individual       |
| 1970               | Aquisgrán (RFA)           | Medalla de oro    | Por equipos      |
| 1974               | Copenhague (Dinamarca)    | Medalla de plata  | Por equipos      |
| 1974               | Copenhague (Dinamarca)    | Medalla de bronce | Individual       |
| 1978               | Goodwood (Reino Unido)    | Medalla de bronce | Por equipos      |
| Campeonato Europeo |                           |                   |                  |
| Año                | Lugar                     | Medalla           | Categoría        |
| 1965               | Copenhague (Dinamarca)    | Medalla de bronce | Por equipos      |
| 1967               | Aquisgrán (RFA)           | Medalla de plata  | Por equipos      |
| 1969               | Wolfsburgo (RFA)          | Medalla de bronce | Por equipos      |
| 1971               | Wolfsburgo (RFA)          | Medalla de plata  | Por equipos      |
| 1973               | Aquisgrán (RFA)           | Medalla de plata  | Individual       |
| 1973               | Aquisgrán (RFA)           | Medalla de plata  | Por equipos      |
| 1975               | Kiev (URSS)               | Medalla de plata  | Por equipos      |
| 1979               | Århus (Dinamarca)         | Medalla de plata  | Por equipos      |
| 1985               | Copenhague (Dinamarca)    | Medalla de bronce | Por equipos      |